# Phares de La Rochelle
Plusieurs phares balisent les entrées des ports de La Rochelle (Vieux-Port, Les Minimes).
- Le phare du Bout du monde est le plus médiatisé.
  - C'est la réplique du phare issue d'un roman de Jules Verne : Le Phare du bout du monde.
  - Il est situé à la pointe des Minimes, face à la plage.

- La tour de Richelieu
  - Cette tour est de couleur rouge.
  - Elle est située à l'entrée du chenal d'accès au port des Minimes et du Vieux-Port.

- Les phares du Vieux-Port

Deux phares balisent l'axe du chenal :
- le premier, lanterne rouge avec en dessous trois carrés rouges peints, se situe proche de la tour Saint-Nicolas (la plus grande des deux tours de La Rochelle) ;
- et le « phare du Quai Valin », également appelé le « phare Blanc » (XIXe siècle)[1].

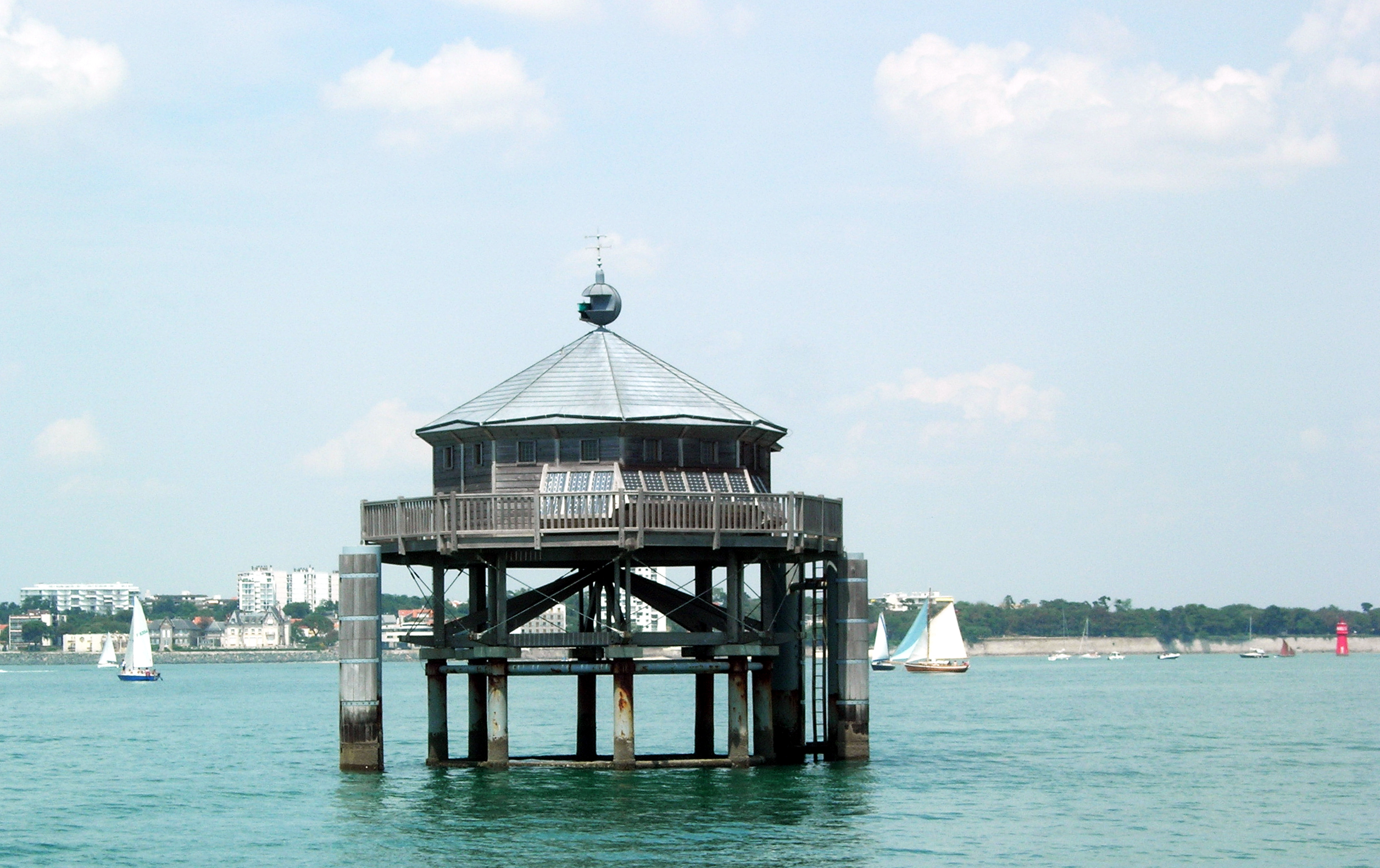
Phare du bout du monde.
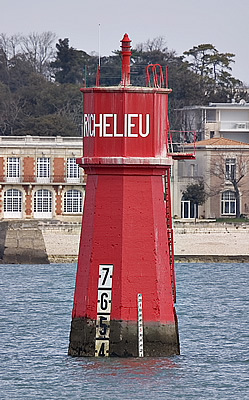
La tour Richelieu.
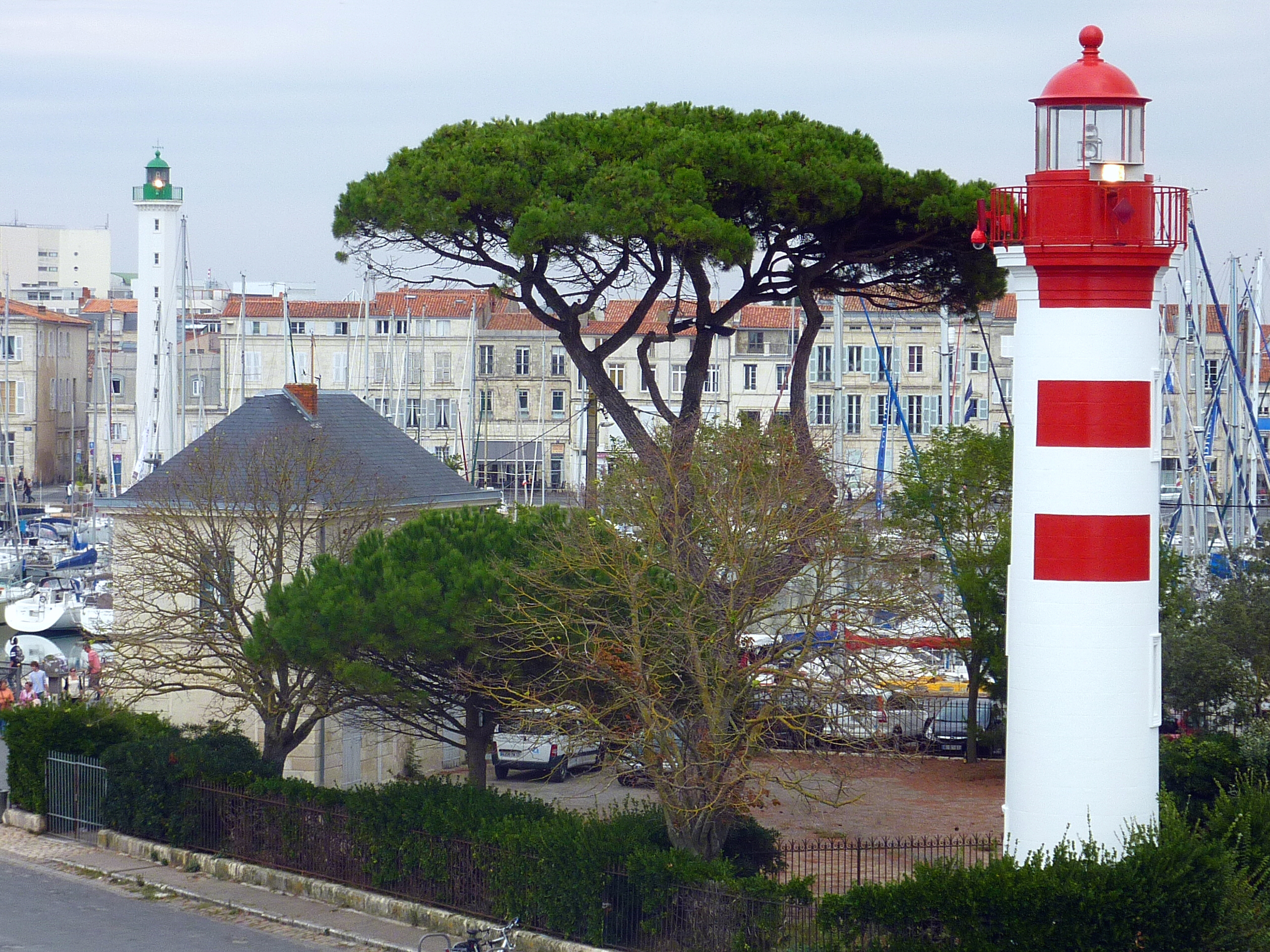
Phares du Vieux-Port.
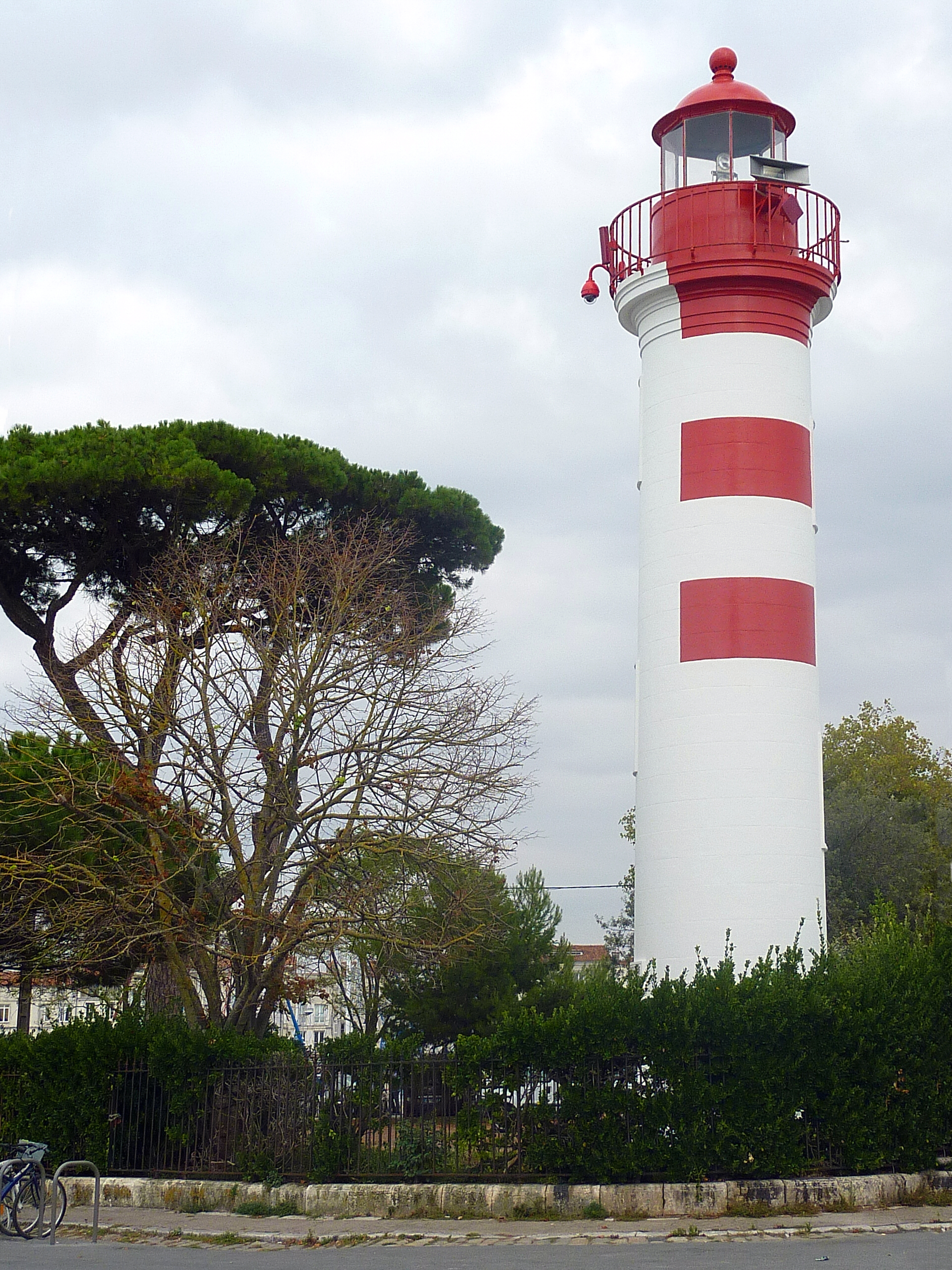
Phare au pied de la tour Saint-Nicolas.
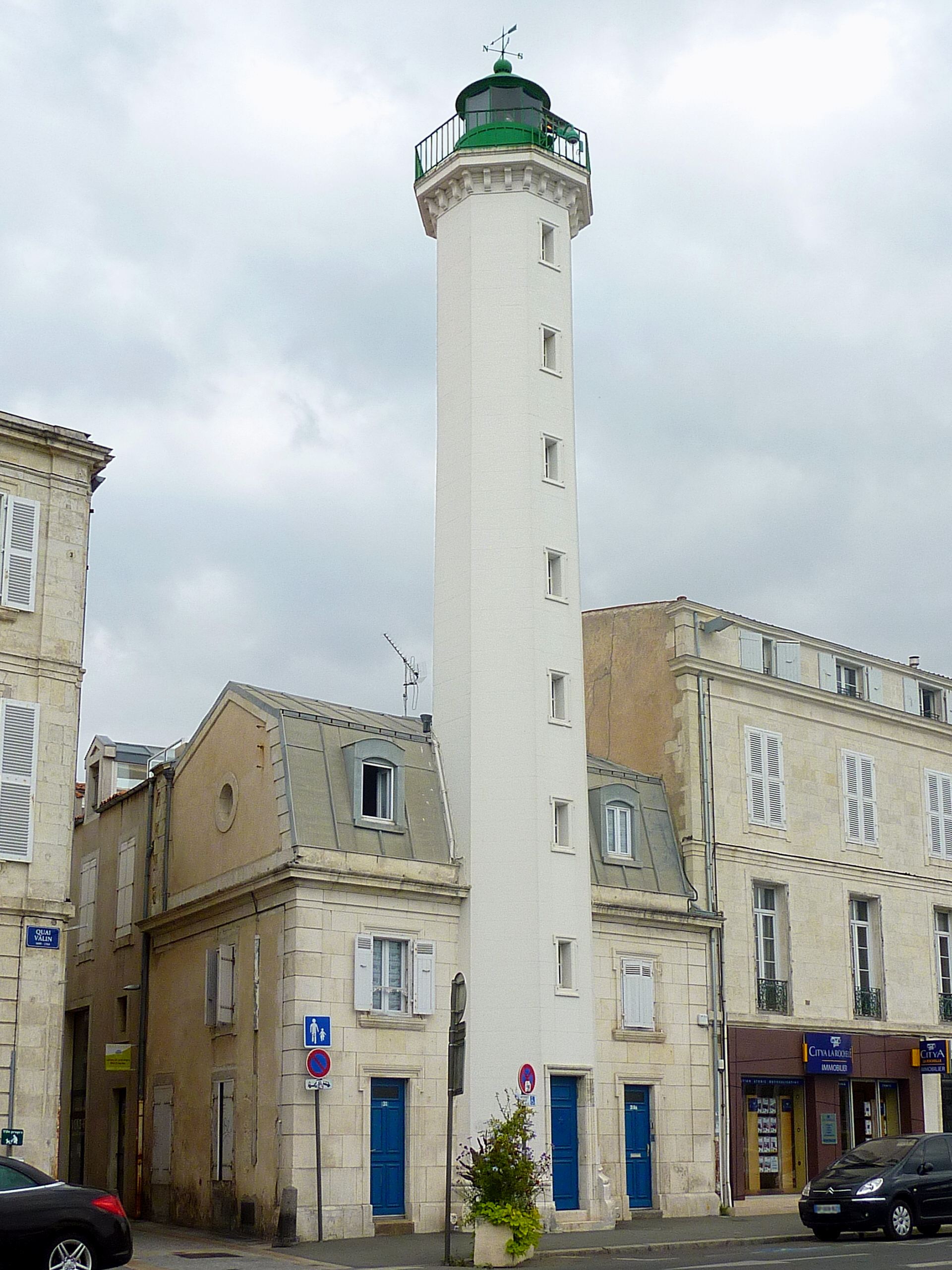
Phare du Quai Valin.
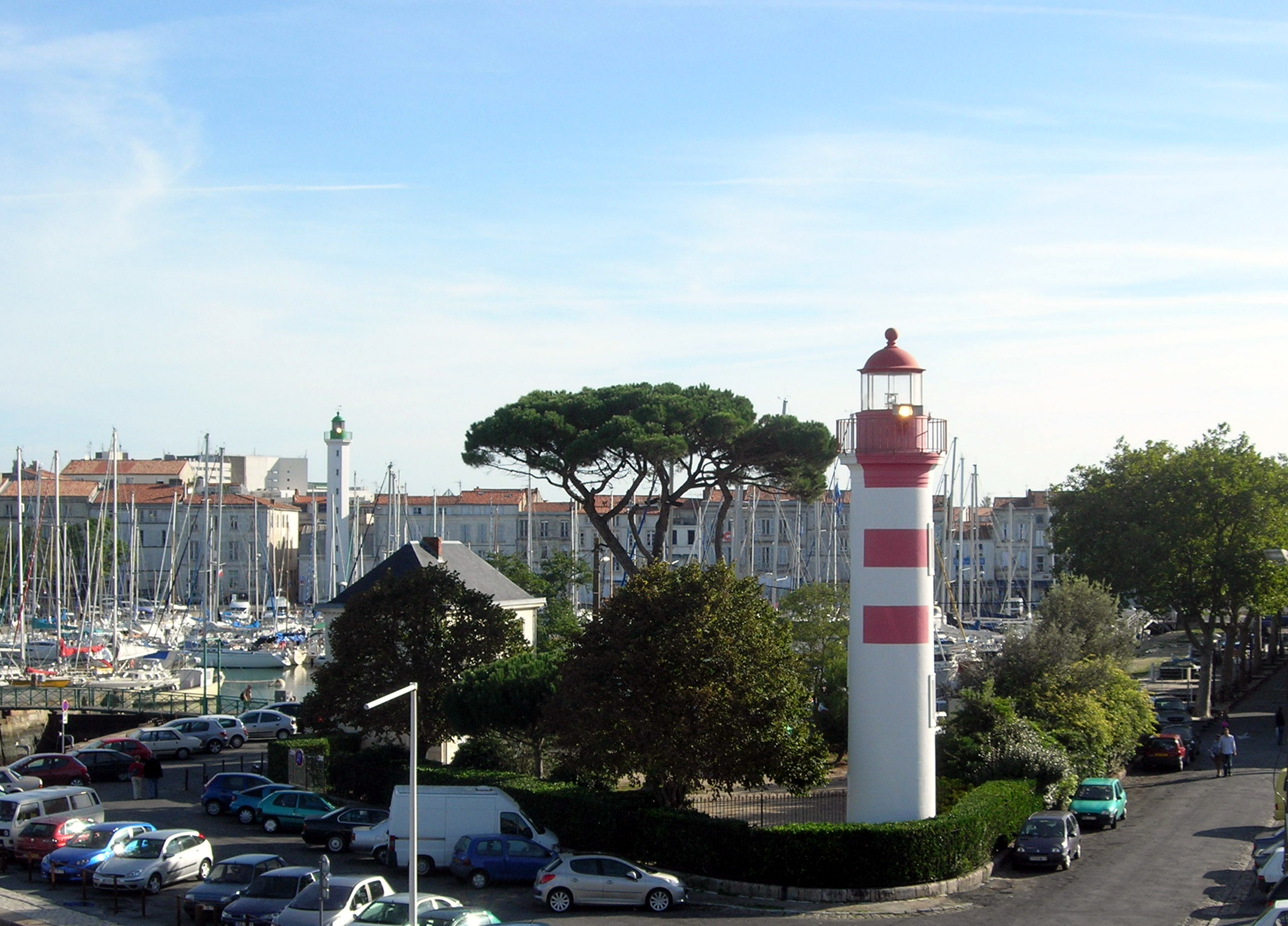
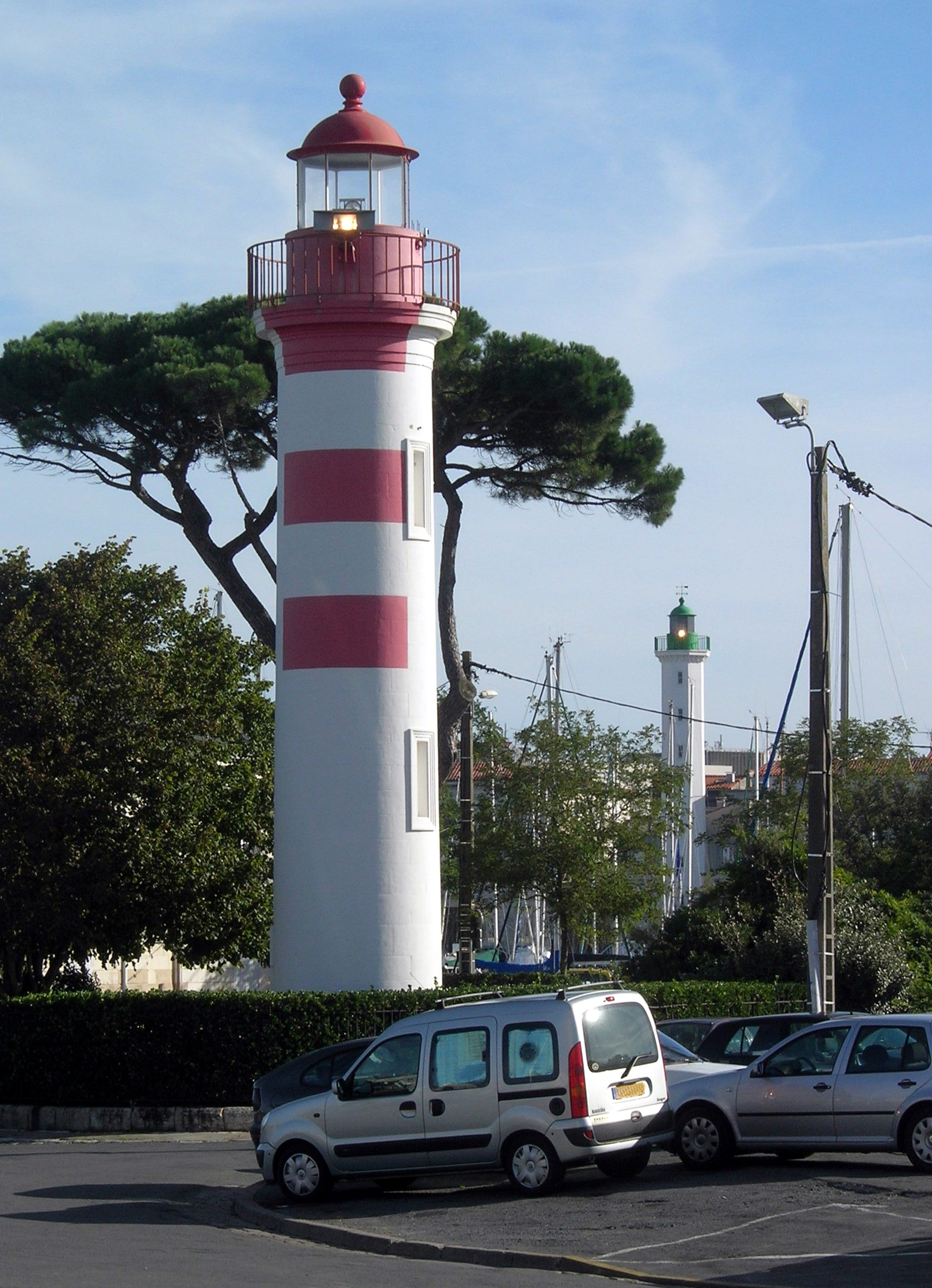

## À voir aussi
- Liste des phares de France